# Marian Maliszewski
Marian Maliszewski (ur. 15 sierpnia 1932 w Kundziczach, zm. 7 lipca 1983) – polski górnik, poseł na Sejm PRL V kadencji.

## Życiorys
Uzyskał wykształcenie podstawowe. Pracował jako górnik strzałowy w Kopalni „Jastrzębie” w Jastrzębiu-Zdroju. W 1969 uzyskał mandat posła na Sejm PRL V kadencji z okręgu Rybnik, będąc członkiem Polskiej Zjednoczonej Partii Robotniczej. Zasiadał w Komisji Budownictwa i Gospodarki Komunalnej oraz w Komisji Zdrowia i Kultury Fizycznej.
Odznaczony Srebrnym Krzyżem Zasługi. Pochowany na cmentarzu komunalnym przy ul. Okrzei w Jastrzębiu-Zdroju.